# 线叶水芹
线叶水芹（学名：Oenanthe linearis）为伞形科水芹属的植物。分布在印度尼西亚、印度、越南、尼泊尔以及中国大陆的四川、贵州、云南等地，生长于海拔1,350米至2,800米的地区，一般生长在山坡杂木林下溪边潮湿地，目前尚未由人工引种栽培。

## 别名
水芹菜（四川）

## 异名
- Oenanthe linearis Wall. ex DC. ssp. rivularis (Dunn) C. Y. Wu et Pu
- Oenanthe linearis Wall. ex DC. ssp. sinensis (Dunn) C. Y. Wu et Pu
- Oenanthe rivularis Dunn
- Oenanthe sinensis Dunn